# Strojírenský zkušební ústav
Strojírenský zkušební ústav, s.p. (SZÚ) je česká firma zabývající se zkušebnictvím, inspekcemi, certifikacemi a školeními. Má formu státního podniku, jeho zakladatelem je Ministerstvo průmyslu a obchodu České republiky, a sídlí v Medlánkách v Brně. Jeho odštěpný závod se nachází v Jablonci nad Nisou a formou přímého zastoupení či prostřednictvím blízkých partnerů působí také v řadě zemí celého světa. Podnik byl založen v roce 1965 československým ministerstvem všeobecného strojírenství.
SZÚ je notifikovanou osobou Evropského společenství NB 1015 pro posuzování shody k 14 direktivám EU. Kromě posuzování shody se působnost podniku pohybuje v oblastech zkušebních laboratoří, certifikačního orgánu pro certifikaci výrobků, systémů managementu a osob, firma působí jako inspekční orgán, kalibrační laboratoř a pořádá vzdělávací programy a školení.
SZÚ je akreditovanou laboratoří DVGW (Deutsche Vereinigung des Gas- und Wasserfaches) pro plynové a vodovodní armatury a plynové spotřebiče, akreditovanou zkušební laboratoří UIAA pro veškeré horolezecké prostředky a zkušební laboratoří registrovanou v EHPA (European Heat Pump Association) pro tepelná čerpadla. SZÚ je také akreditovanou laboratoří v certifikačním systému MCS (Microgeneration Certification Scheme), dále je také uznanou laboratoří pro zkoušky v rámci korejských certifikačních značek KCs a S-mark (Safety Certification Scheme).

## Historie SZÚ
Historie vzniku SZÚ sahá až do konce 19. století. V roce 1898 byl v Jablonci nad Nisou a později také v Brně v roce 1919 zřízen Zemský ústav pro zvelebování živnosti při obchodní a živnostenské komoře. Od roku 1950 byl podnik součástí závodu Kovotechna a až v roce 1965 se vyčlenil samostatný podnik Strojírenský zkušební ústav.
V roce 1997 získal podnik autorizaci pro specifické oblasti zkoušek a certifikací, konkrétně v rámci České republiky jako Autorizovaná osoba 202, a o několik let později, v roce 2002, také notifikaci pro oblast Evropského společenství jako Notifikovaná osoba 1015. 

## Světová působnost
SZÚ začal působit i na Slovensku, když v roce 2012 založil svoji pobočku v Nitře, která se zaměřuje zejména na inspekce technických zařízení.
SZÚ spolupracuje s mnoha notifikovanými osobami v zemích Evropské unie a má rovněž sjednány dvoustranné dohody o spolupráci s četnými zahraničními partnerskými zkušebními institucemi. Kromě domácího trhu SZÚ rozvíjí své zahraniční aktivity i na ostatních teritoriích, v nichž je pro své zákazníky schopen zajistit či zprostředkovat dokumenty potřebné pro uvádění jejich výrobků na trhy Evropské unie, států EFTA (Evropské sdružení volného obchodu) a pro export do celé řady zemí.

## Členství v profesních svazech, sdruženích a mezinárodních organizacích
- Asociace akreditovaných a autorizovaných organizací
- Asociace výrobců a dodavatelů zdravotnických prostředků
- Asociace pro využití tepelných čerpadel
- Sdružení pro certifikaci systémů jakosti
- Cech topenářů a instalatérů ČR
- Český plynárenský svaz
- Regionální hospodářská komora Brno
- Okresní hospodářská komora Jablonec nad Nisou
- Svaz zkušeben pro výstavbu
- Česká peleta
- Technický dozorčí spolek
- Unie výtahového průmyslu České republiky
- European Heat Pump Association
- International Confederation of Inspection and Certification Organizations

## Rozsah činností

### Notifikace
rozsah notifikací/oznámení je dostupný v databázi NANDO pro směrnice:
- 2009/105/EC (ex-87/404/EEC) Jednoduché tlakové nádoby. (SPVD)
- 89/686/EEC Osobní ochranné prostředky (PPE)
- 2009/142/EC (ex-90/396/EEC) Spotřebiče plynných paliv (GAD)
- 92/42/EEC Účinnost teplovodních kotlů (BED)
- 95/16/EC Výtahy (Lift)
- 97/23/EC Tlaková zařízení (Press)
- 2000/14/EC Emise hluku zařízení, která jsou určena k použití ve venkovním prostoru, do okolního prostředí (NED)
- 2000/9/EC Lanové dráhy pro dopravu osob (CAB)
- 2006/95/EC (ex-73/23/EEC) Elektrická zařízení určená pro používání v určitých mezích napětí (LVD)
- Nařízení (EU) č. 305/2011 – Stavební výrobky (CPR)
- 2004/108/EC Elektromagnetická kompatibilita (EMC)
- 2006/42/EC Stroje (MD)
- 2009/48/EC Hračky (TOY)
- 2010/35/EU Přepravitelná tlaková zařízení (TPE)

### Autorizace
rozsah autorizací/oznámení je dostupný na stránkách oznamovatele – ÚNMZ (podrobně), respektive v databázi Autorizovaných osob jmenovaných ÚNMZ k provedení zákona č. 22/1997 Sb. o technických požadavcích na výrobky podle:
- Nařízení vlády č. 17/2003 Sb., kterým se stanoví technické požadavky na elektrická zařízení nízkého napětí
- Nařízení vlády č. 616/2006 Sb., o technických požadavcích na výrobky z hlediska jejich elektromagnetické kompatibility
- Nařízení vlády č. 86/2011 Sb., o technických požadavcích na hračky
- Nařízení vlády č. 20/2003 Sb., kterým se stanoví technické požadavky na jednoduché tlakové nádoby
- Nařízení vlády č. 21/2003 Sb., kterým se stanoví technické požadavky na osobní ochranné prostředky
- Nařízení vlády č. 22/2003 Sb., kterým se stanoví technické požadavky na spotřebiče plynných paliv
- Nařízení vlády č. 176/2008 Sb. o technických požadavcích na strojní zařízení
- Nařízení vlády č. 25/2003 Sb., kterým se stanoví technické požadavky na účinnost nových teplovodních kotlů spalujících kapalná nebo plynná paliva
- Nařízení vlády č. 26/2003 Sb., kterým se stanoví technické požadavky na tlaková zařízení
- Nařízení vlády č. 27/2003 Sb., kterým se stanoví technické požadavky na výtahy
- Nařízení Evropského parlamentu a Rady (EU) č. 305/2011, kterým se stanoví harmonizované podmínky pro uvádění stavebních výrobků na trh
- Nařízení vlády č. 9/2002 Sb., kterým se stanoví technické požadavky na výrobky z hlediska emisí hluku
- Nařízení vlády č. 208/2011 Sb. o technických požadavcích na přepravitelná tlaková zařízení
- Nařízení vlády č. 70/2002 Sb., o technických požadavcích na zařízení pro dopravu osob
- Nařízení vlády č. 173/1997 Sb., kterým se stanoví technické požadavky na vybrané výrobky
- Nařízení vlády č. 163/2002 Sb., kterým se stanoví technické požadavky na vybrané stavební výrobky,
- Zákon č. 18/1997 Sb. o mírovém využívání jaderné energie a ionizujícího záření (atomový
- zákon) a o změně a doplnění některých zákonů

### Zkušebnictví  – akreditovaná zkušební laboratoř č. 1045.1
- tepelná zařízení 
  - kotle na tuhá, kapalná a plynná paliva
  - hořáky na tuhá, kapalná a plynná paliva
  - plynové spotřebiče (topidla, sporáky atd.)
  - průtokové ohřívače vody
  - zásobníkové ohřívače vody, akumulační nádrže
  - otopná tělesa a konvektory
  - krbové vložky, krby, kamna, sporáky
  - tepelná čerpadla a odvlhčovače
  - klimatizační zařízení a vzduchotechnika
  - infrazářiče
  - čistírny a čerpací stanice odpadních vod
  - zařízení na úpravu vody
  - ekodesign
- mechanická zařízení
- elektrická zařízení
- spotřební zboží
  - nábytek
  - sportovní potřeby a zařízení
  - výrobky pro péči o dítě
- chemická laboratoř
- zdravotnické prostředky

### Kalibrace – akreditovaná kalibrační laboratoř č. 2280
pro veličiny:
- teplota
- tlak
- délka

### Certifikace
- systémy managementu – akreditovaný certifikační orgán pro systémy managementu č. 3007
- produkty – akreditovaný certifikační orgán certifikující produkty č. 3040
- osoby – akreditovaný certifikační orgán pro certifikaci osob č. 3088
- zahraniční trhy

### Inspekce – akreditovaný inspekční orgán č. 4088
- tlaková zařízení
- elektrická zařízení
- plynová zařízení
- technologické celky
- výtahy
- vleky a lanovky
- prostředky lidové zábavy
- jaderná zařízení

### Školení
- obsluha zařízení
- revizní technik
- servisní technik
- pracovník BOZP
- interní auditor
- manager kvality

## Členství v TNK
SZÚ je členem několika technických normalizačních komisí:
- TNK 3 Osobní ochranné prostředky
- TNK 9 Spojovací součást
- TNK 22 Bezpečnost elektrických zařízení
- TNK 26 Spotřebiče na plynná, kapalná a pevná paliva
- TNK 33 Elektrické spotřebiče a elektrické ruční nářadí
- TNK 49 Průmyslové ocelové potrubí a potrubní součásti
- TNK 50 Armatury
- TNK 59 Stroje a zařízení pro zemní práce, stavební výrobu, výrobu stavebních materiálů a povrchovou těžbu
- TNK 64 Mechanické zkoušky kovů
- TNK 75 Vzduchotechnická zařízení
- TNK 77 Průmyslové palivové pece
- TNK 78 Obaly a balení
- TNK 81 Zdravotnické prostředky
- TNK 90 Kotle pro ústřední vytápění
- TNK 91 Tlakové nádoby a zařízení chemického průmyslu
- TNK 93 Ústřední vytápění a ohřev užitkové vody
- TNK 100 Řetězy, lana, vázací prostředky a příslušenství
- TNK 101 Kotle – vyhrazená tlaková zařízení
- TNK 103 Tlakové nádoby na přepravu plynů
- TNK 111 Obráběcí stroje
- TNK 112 Chladicí technika
- TNK 115 Kontejnery, výměnné nástavby a palety
- TNK 123 Zdvihací a manipulační zařízení
- TNK 132 Technické prostředky a zařízení požární ochrany
- TNK 137 Výrobky pro děti
- TNK 138 Tuhá biopaliva a tuhá alternativní paliva
- TNK 150 Nábytek

## Normalizační činnost
Centrum technické normalizace v SZÚ Brno (dále CTN) bylo zřízeno na základě Rámcové smlouvy mezi Úřadem pro technickou normalizace, metrologii a státní zkušebnictví a SZÚ uzavřené dne 6.2.2009 na dobu neurčitou s tímto rozsahem působnosti:
- CEN/TC 48 Ohřívače vody na plynná paliva pro domácnost
- CEN/TC 49 Spotřebiče k vaření na plynná paliva
- CEN/TC 57 Kotle pro ústřední vytápění
- CEN/TC 58 Bezpečnostní a řídicí přístroje pro hořáky na plynná paliva a spotřebiče plynných paliv
- CEN/TC 62 Lokální spotřebiče k vytápění na plynná paliva
- CEN/TC 106 Spotřebiče plynných paliv pro podniky veřejného stravování
- CEN/TC 109 Kotle pro ústřední vytápění na plynná paliva
- CEN/TC 131 Plynové hořáky s ventilátory
- CEN/TC 179 Ohřívače vzduchu na plynná paliva
- CEN/TC 180 Závěsné tmavé zářiče na plynná paliva pro použití vyjma domácností
- CEN/TC 181 Spotřebiče na zkapalněné uhlovodíkové plyny
- CEN/TC 238 Zkušební plyny, zkušební přetlaky a kategorie spotřebičů
- CEN/TC 281 Spotřebiče, pevná paliva, zapalovače pro rožně
- CEN/TC 295 Spotřebiče na pevná paliva pro obytné domy
- CEN/TC 299 Sorpční spotřebiče plynných paliv a spotřebiče plynných paliv k praní a vysoušení pro domácnost
- ISO/TC 11 Kotle a tlakové nádoby.

Do působnosti CTN spadá účast celkem v 15 komisích CEN a 1 komisi ISO.